# Taxi 3
Taxi 3 es una comedia francesa de 2003 dirigida por Gérard Krawczyk. Es la continuación de Taxi 2 del año 2000, y antecede a Taxi 4 de 2007.

## Argumento
La policía marsellesa está inmersa en la persecución de una banda de ladrones llamada "la banda de Papá Noel". Tras meses sin avance en el caso, el policía Emilien 
(Frédéric Diefenthal) se obsesiona completamente con ello; hecho que interfiere notablemente en su relación con Petra (Emma Wiklund), hasta el punto de ni siquiera darse cuenta del embarazo de 8 meses de ésta. Mientras tanto, una periodista de una revista internacional (Bai Ling) convence al comisario Gilbert (Bernard Farcy) para acompañarle unos días, con el fin de documentarse para realizar un reportaje sobre la policía francesa. Abrumado por ésta y presionado por la proximidad de la Navidad, además de la cobertura del caso por parte de la prensa, el comisario decide que es una cuestión primordial que la banda sea arrestada antes de que terminen estas fechas.
Una mañana, tras pasar la noche en el taxi de su amigo Daniel (Samy Naceri) hablando ambos de su futura paternidad, Emilien observa a un hombre disfrazado de Papá Noel con aspecto sospechoso y pide a Daniel que le siga. Resulta que la intuición del policía es acertada, y el sospechoso les lleva directamente a la banda que tanto buscan; sin embargo, Emilien es capturado y Daniel se verá obligado a buscar ayuda e involucrarse en el caso para rescatarlo y ayudarle a acabar con los ladrones.

## Curiosidades
- Sylvester Stallone hace un cameo al principio de la película como un pasajero del taxi.

- Esta obra contiene una traducción  derivada de «Taxi 3» de Wikipedia en inglés, concretamente de esta versión, publicada por sus editores bajo la Licencia de documentación libre de GNU y la Licencia Creative Commons Atribución-CompartirIgual 4.0 Internacional.

- Datos: Q277648
- Multimedia: Peugeot 406 in Taxi / Q277648